# Balladeus
Balladeus to zespół muzyczny z Ninove w Belgii. Członkowie zespołu pragną przekazać brzmienia folkowe rodzinnego regionu w oryginalny sposób. Liderem zespołu jest Rufijn De Decker, od dawna znany w świecie flamandzkiej muzyki folkowej.
Muzyka zespołu jest bardzo zróżnicowana, grupa swą nazwę zawdzięcza narracyjnym balladom, które przeplatane są wizualnymi przedstawieniami, przyśpiewkami oraz utworami instrumentalnymi. Teksty piosenek inspirowane są aktualnymi wydarzeniami, ale nie zapomina się także o tematyce tradycyjnej.
Balladeus wydał swój pierwszy album we wrześniu 2004. Jego tytuł, Het meisje aan de toog, odnosi się do tajemniczych i intrygujących widoków, które ukazać się mogą ludziom gdzieś w przytulnym pubie.

## Członkowie grupy
- Rufijn De Decker - wokalista
- Jan Maris - gitara, cymbały oraz gitara basowa
- Bert De Taeye - harmonijka ustna, flet, dudy oraz wiolonczela
- Wim Vanderpoorten - klarnet, gitara oraz dudy